# Élection présidentielle guatémaltèque de 1926

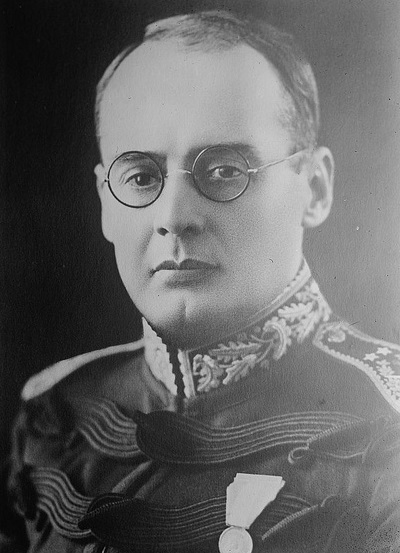
Lázaro Chacón

Une élection présidentielle s'est tenue au Guatemala le 5 décembre 1926. Lázaro Chacón González est élu président.

## Résultat
| Candidat                | Parti                      | Votes   | %     |
| ----------------------- | -------------------------- | ------- | ----- |
| Lázaro Chacón González  | Parti unioniste            | 287 412 | 88,61 |
| Jorge Ubico y Castañeda | Parti libéral progressiste | 36 940  | 11,39 |
| Total                   | Total                      | 324 352 | 100   |

### Source
- (en) Cet article est partiellement ou en totalité issu de l’article de Wikipédia en anglais intitulé « Guatemalan general election, 1926 » (voir la liste des auteurs).